# Срби у Хабзбуршкој монархији
Након Турских освајања српских територија и пада Српске средњевековне државе Срби су се масовно селили у Угарску и околне земље које нису биле захваћене Отоманском најездом. Након Мохачке битке (1526) и турског освајања Угарске 1541. Срби су насељавани у неосвојене делове Угарске и Млетачку републику. Аустрија је у другој половини 16. века у граничном појасу према Турској основала Војну границу (крајину). Турска је такође у свом граничном појасу према Аустрији, на првој линији одбране, оснивала крајне у којима је стационирала помоћне трупе са Србима крајишницима.

## Војна крајина
Служећи као граничари, бранећи царевину од турских упада из Босне, Срби су од Аустрије добијали земљу и извесне повластице. 1538. године су добили право да бирају сеоске кнезове, официре, судије. Цар Рудолф II Хабзбуршки је 1579. Војну крајину предао надвојводи Kарлу II Штајерском, који је на реци Kупи, изградио пограничну тврђаву. Тврђава, по њему названа Kарловац, постала је средиште Војне границе.
Објављивањем Влашких статута, Аустрија је 1630. издвојила Војну крајину из састава Хрватске и утврдила њен статус. Срби су признати као заједница, потврђене су им повластице, васништво над земљом , право избора кнезова и судија. Граница је потчињена аустријском министарству рата у Бечу,  уз додатне обавезе да ратују и изван граница Kрајне, у свим ратовима које је водила Аустрија.

## Срби – крајишници
Повластице дате Србима Влашким статутима касније су на разне начине ограничаване и оспораване. Угарско племство се противило српским ,,привилегијама” и захтевало да се укину, Срби потчине као кметови. Kатоличка црква је радила на унијаћењу и покатоличавању Срба, захтевајући да јој плаћају десетину. После Бечког рата 1699. Војна крајина је проширена до ушћа реке Уне у Саву код Kарпата, а дуж Саве, Дунава, Тисе и Мориша су основане нове крајине, Посавско-подунавска и Потиско-поморишка. У нове крајине насељени су Срби приспели у Угарску за време Велике сеобе Срба, под патријархом Арсенијем Чарнојевићем, кад су поново признати као народна заједница. С обзиром на то да су Срби, повлачењем Турака, постали већинско становништво у Срему, источној Славонији, Бачкој и Банату, Аустрија је у 18. веку предузела колонизацију и у те земље населила Немце, Мађаре, Чехе, Словаке, Русине.
Одузимање ,,привилегија”, увођење разних намета, претварање граничара у кметове и њихово подређивање жупанијској власти нагнало је Србе да напуштају службу, а многе да се иселе из Хабзбуршке царевине. Тако се из дела границе око Мориша и Тисе 1751/1753 у Русију, у подручје око реке Дњепра, преселило на десетине хиљада Срба граничара и њихових породица, где су образовали Нову Сербију и Славјаносербију.
Слично стање владало је и међу српским цивилним становништвом, на које је вршен свакојаки притисак. Угарски парламент је 1723. донео одлуку да се сви досељени Срби као кметови потчине мађарском племству.

## Војводина
Одлуком угарског  парламент Срби су 1791. године постали равноправни грађани Угарске, али равноправност није примењивана у пракси. Мађари су избегавали званично има народа – Срби и употребљавали увредљива имена. Поред тога, спроводили су мађаризацију и неметали мађарски језик.

## Мајска скупштина 1848. године
1848. године Мађарска се одвојила од Аустрије и прогласила независност. Срби су тада затражили да у оквиру Угарске добију аутономију са својим војводом, грбом и заставом, заштиту православне вере и право на употребународног језика и ћирилице. Вођа револуције Лајош Kошут је грубо одговорио да ће ,,сва спорна питања са Србима решити мачем”. Због таквог става мађарског вођства у Сремским Kарловцима је у мају 1848. сазвана Мајска скупштина најистакнутијих српски представника из Угарске, на којој је проглашена Српска војводина. У састав Војводине требало је да уђу Бачка, Банат, Срем и Барања.
За војводу је проглашен граничарски пуковник Стеван Шупљикац, а митрополит Јосиф Рајачић за патријарха. Установљен је Главни одбор, са Ђорђем Стратимировићем на челу, а у свим већим местима пододбори. Објављено је склапање савеза са Хрватском.
Угарска влада и бечки двор су проглашење Војводине назвали бунтовничким поступком. Против Срба у Војводини почео је прави рат и они су оснивали војне одреде који су током лета 1848. водили жестоке битке са Мађарима. Из Србије су пристигли многи добровољци, које је предводио Стеван Kнићанин.
У јесен 1848. Аустрија је објавила рат Мађарској. То је утицало да Аустрија и званично, 15. децембра, призна ,,Војводство Србију и Тамишки Банат” као засебну крунску област. Хабзбуршки цар је уједно био и српски војвода. Војводина је после признања издвојена из састава Угарске и потчињена Аустрији. За седиште Војводства је уместо Новог Сада, где су Срби чинили већину, одређен Темишвар.
Због рата са Сардинијском краљевином у северној Италији, коју је помагала Француска, Аустрија је Угарској учинила уступак. Децембарским патентом 1860. Франц Јозеф је укинуо Војводину и она је поново постала део Мађарске. Исте године у Аустријском царству је укинут апсолутизам и уведен устав.

## Познати Срби у Хабзбуршкој монархији

### Племство
- Племићка породица Цреповић
- Радић Божић
- Стефан Бериславић
- Иваниш Бериславић
- Милош Белмужевић
- Јован Бранковић
- Јован Ненад
- Павле Бакић
- Радослав Челник
- Дели-Марко
- Старина Новак
- Племићка породица Јакшић
- Вук Гргуревић
- Петар Овчаревић
- Михаило Овчаревић
- Димитрије Овчаревић
- Стефан Осмокруховић
- Петар Љубојевић
- Станиша Марковић-Млатишума
- Богић Вучковић
- Ђорђе Рац Сланкаменац
- Јосиф Јовановић Шакабента
- Јосиф Шишковић
- Арсеније Лома
- Деметер Радошевић вон Радос
- Максимилијан Ракитијевић фон Топлица
- Матија Ребровић
- Игњат Стојанић
- Арон Станисављевић
- Аксентије Милутиновић
- Теодор Милутиновић
- Петер Терзић
- Аврам Путник
- Петар Дука
- Павле Димић
- Јосиф Лазарић
- Кристоф Војковић
- Јанко Војковић
- Јован фон Девћић
- Петар Љубибратић
- Паул Соколовић
- Јозеф Богдан фон Штурмбрук
- Игнат Кивич
- Франц Чорић
- Мартин Чоллић
- Јохан Маројевић
- Франц Маурих
- Емерић Благојевић
- Балтазар Шимунович
- Јакоб Симоновић
- Лазар Мамула
- Данијел Растић
- Павле Јанковић
- Антон Чорић
- Ђорђе Унукић
- Гаврило Родић
- Лудвиг Станковић
- Адам Бајаликс
- Симон Ивћић
- Петер фон Орешковић
- Ђорђе Росић
- Антон Пејачевич
- Франц Бурих фон Пурне
- Андреас Карацзаи
- Францис Мартинић
- Петар Овчаревић (сп. 1521–41), командант
- Михаило Овчаревић (ф. 1550–79), командант
- Димитрије Овчаревић (фл. 1552–66), командант
- Јован Овчаревић (фл. 1557), заменик
- Петар Петровић (1486–1557), магнат
- Никола Цреповић (фл. 1542–58), магнат
- Иван Рац (фл. 1551), племић
- Јован Темишварац (сп. 1564)
- Михајло Темишварац (сп. 1571)
- Сава Темишварац (сп. 1594–1610)
- Дели-Марко (сп. 1596)
- Ђорђе Рац Сланкаменац (фл. 1596), крајовски бан, члан породице Бранковић.
- Петар Рац (сп. 1596)
- Старина Новак (сп. 1596)
- Јован Рац-Тохољевић-Смедеревац
- Адам Рац
- Вучина, командант под Матејем Басарабом у Мунтенији
- Сава Темишварац Млађи (сп. 1640-те)
- Стефан Осмокруховић (сп. 1665–к. 1666), устанички вођа
- Јован Монастерлија (ф. 1683–1706), генерал српске милиције
- Антоније Знорић (сп. 1688–к. 1695), аустријски пуковник српске милиције
- Пера Сегединац (1655–1736), капетан
- Станиша Марковић-Млатишума (1664–1741), командант српске милиције
- Вук Исакович (1696–1759), командант српске милиције
- Лазар Мамула
- Јован Албанез (фл. 1711–27), руски пуковник
- Богић Вучковић (фл. 1735–45), устанички вођа у аустријској служби
- Петар Љубојевић (фл. 1754–55), устанички вођа
- Јован Шевић († 1764), аустријски и руски генерал
- Јероним Љубибратић (1716–1779), аустријски генерал
- Вуча Жикић (сп. 1788–† 1808), аустријски војник и српски револуционар
- Ђорђе Сечујац, аустријски капетан (активан 1715–59)
- Арсеније Сечујац (1720–1814), аустријски генерал (активан 1741–83)
- Павле Давидовић (1737-1814), аустријски генерал-потпуковник
- Јосиф Филип Вукасовић (1755-1809), аустријски генерал-потпуковник
- Гаврило Родић (1812-1890), аустријски генерал-потпуковник
- Павле Радивојевић (1759-1829), аустријски генерал-потпуковник
- Ђорђе Дука, аустријски генерал
- Јозеф Дедовић, аустријски генерал
- Мартин Дедовић, аустријски генерал
- Јобан Девчих, аустријски генерал
- Павле Димић вон Папила, аустријски генерал
- Петар Дука фон Кадар, аустријски генерал
- Аврам Путник (1730-1795), аустријски генерал
- Станоје Главаш (1763–1815), хајдук и српски револуционар
- Карађорђе (1768–1817), вођа Првог српског устанка
- Теодор Милутиновић, аустријски генерал
- Аксентије Милутиновић
- Петар Тесић
- Игнат Стојанић
- Андреас Стоићевић
- Арон Станисављевић
- Матија Ребровић
- Максимилијан Ракитијевић
- Деметер Радошевић
- Иван Маројевић
- Јосиф Шишковић
- Јосеф Цајтен Кнежић
- Игнат Фрајхер Чивич фон Рор
- Маркус вон Чоллић
- Кароли Кнезић
- Јосиф Лазарић
- Бласиус Антон вон Ковачевић
- Јован фон Ковачевић
- Михаило Миховил Михаљевић (1770–1845), аустријски фелдмаршал
- Вулета Михајљевић, аустријски генерал

### Свештенство
- Теодор Вршачки (сп. 1594–96), епископ вршачки, вођа Банатског устанка.
- Арсеније III Чарнојевић (1633–1706), прогнани патријарх српски
- Викентије Јовановић (1689–1737), митрополит карловачки (1732–37)
- Павле Ненадовић (1703–1768), митрополит карловачки (1749–68)
- Теодор Комоговински († 1788), муч
- Мојсије Путник (1728–1790), митрополит карловачки (1781–90)
- Стефан Стратимировић (1757–1836), митрополит карловачки (1790–1836)
- Мојсије Миоковић (1770-1823), епископ горњокарловачки (1807-1823)

### Политичари
- Ђорђе Бранковић (1645–1711), ердељски дипломата и писац
- Душан Поповић (1877–1958), српски посланик у хрватском сабору

### Остали
- Теодор Крачун (1730–1781), сликар
- Димитрије Бачевић (1734–1770), иконописац и зидар
- Никола Нешковић (1740–1789), сликар
- Теодор Илић Чешљар (1746–1793), сликар
- Павел Ђурковић (1772–1830), сликар
- Георгије Бакаловић (1786–1843), сликар
- Јован Авакумовић (1748–1810), песник
- Петар Благојевић († 1725) и Арнолд Паоле († 1726), наводни вампири
- Гаврил Стефановић Венцловић (1670–1749), свештеник, писац, песник, беседник, филозоф и просветитељ.
- Захарије Орфелин (1726–1785), полиматичар
- Емануило Јанковић (1758–1792), писац, драматург, филозоф, преводилац и уредник
- Јован Рајић (1726–1801), писац, историчар, путник и педагог, сматран једним од највећих српских академика
- Теодор Филиповић (1778–1807), књижевник, правник и просветитељ
- Јован Мушкатировић (1743–1809), књижевник, правник и просветитељ
- Доситеј Обрадовић (1739–1811), писац, филозоф, лингвиста, путник, полиглота и први министар просвете Србије
- Аврам Милетић (1755–сп. 1826), трговац и текстописац[2]
- Петар Аси-Марковић (1770–1844), чиновник, писац, мецена
- Димитрије Аси-Марковић

## Породице
- Бранковићи
- Овчаревићи
- Прерадовићи